# موزه کفش باتا
موزه کفش باتا (انگلیسی: Bata Shoe Museum) یک موزه کفش و سنگ‌شناسی در تورنتو، انتاریو، کانادا است. ساختمان موزه در نزدیکی شمال غربی محوطه سنت جورج دانشگاه تورنتو در مرکز شهر تورنتو واقع شده‌است.